# Henry Paston-Bedingfeld

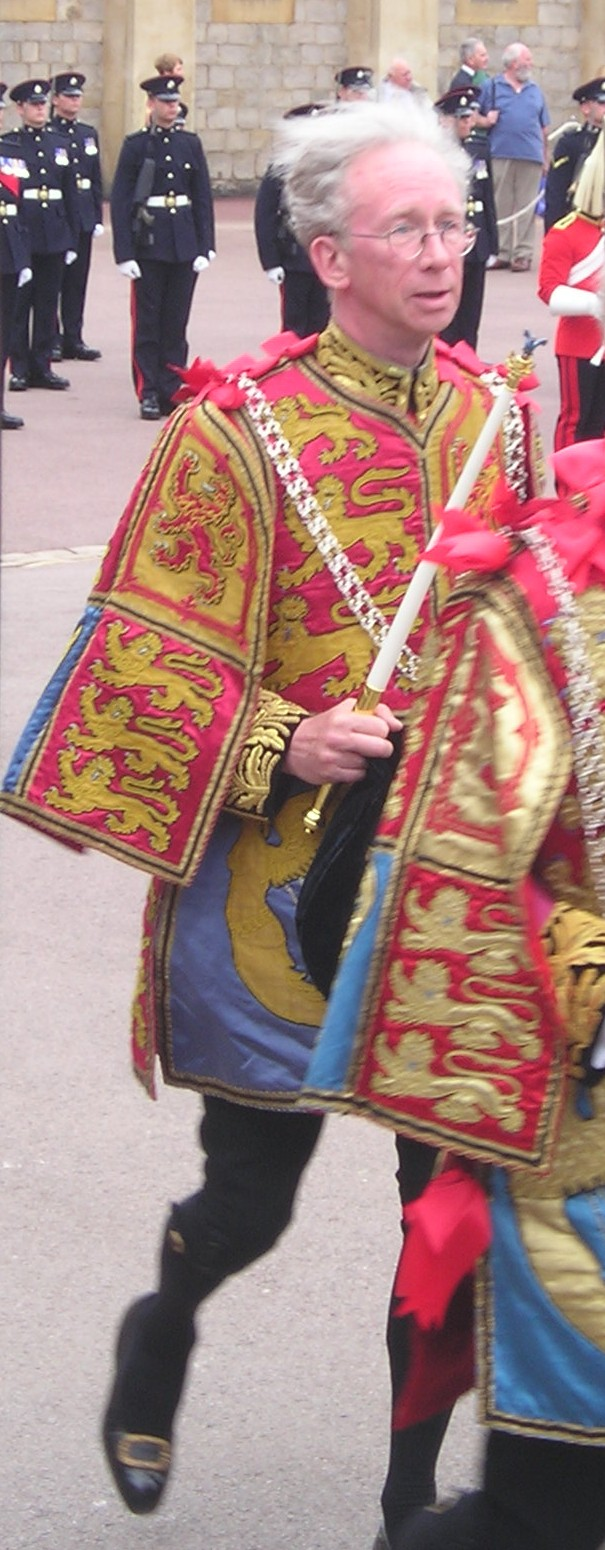
Henry Paston-Bedingfeld im Tappert des York Herald

Sir Henry Edgar Paston-Bedingfeld, 10. Baronet (* 7. Dezember 1943) ist ein englischer Genealoge und Heraldiker.

## Leben
Paston-Bedingfeld ist der älteste Sohn von Sir Edmund Paston-Bedingfeld, 9. Baronet, und seiner Ehefrau Joan Lynette Rees. Nach dessen Tod im Jahre 2011 erbte er dessen Adelstitel des Baronet of Oxborough in the County of Norfolk. Aus seiner 1968 geschlossenen Ehe mit Mary Ambrose hat er zwei Töchter und zwei Söhne.
Er erhielt seine Schulausbildung am Ampleforth College in Yorkshire. 1968 wurde er als Auktionator amtlich zugelassen und wurde Fellow des Auctioneers' Institute. 1970 wurde er Fellow der Royal Institution of Chartered Surveyors. Er trat 1983 in das College of Arms als Rouge Croix Pursuivant ein; 1993 wurde er zum York Herald ernannt. Vom 26. September 2010 bis zum 30. Juni 2014 war er als Nachfolger von Patric Dickinson Norroy and Ulster King of Arms. Er hatte damit das Amt des rangniedrigsten der drei englischen Kings of Arms inne.
In seiner Laufbahn führten ihn zwei Reisen nach Hong Kong und Kanada, und seine vielen Reisen in die USA galten dem Ausbau der Beziehungen des College of Arms mit dessen unterstützenden Organisationen und Einzelpersonen, besonders der College of Arms Foundation. Paston-Bedingfeld ist besonders in der englischen Wappenkunde aktiv und war langjähriger Ehren-Vizepräsident der Cambridge University Heraldic and Genealogical Society und weiterer heraldischen Gesellschaften und Gründer und Präsident der Norfolk Heraldry Society. Von 1984 bis 1988 war er Sekretär des ständigen Rates der Baronets (standing Council of the Baronetage) und ist Mitglied des Executive Committees. Es ist aktives Mitglied von CILANE der Commission d'Information et de Liaison des Associations Nobles d'Europe.